# My Love (Justin Timberlake)
My Love is een single van de Amerikaanse popzanger Justin Timberlake. Deze tweede single van het album FutureSex/LoveSounds is uitgebracht in 2006. De track is geproduceerd door Timbaland en bevat een optreden van rapper T.I. In de Verenigde Staten werd My Love al in september 2006 uitgebracht, in Europa was de releasedatum vastgesteld in november 2006.
De uitgebrachte versie van "My Love" verschilt van de albumversie. De uitgebrachte versie begint met het einde van "Sexy Ladies/Let Me Talk to You" van het album FutureSex/LoveSounds. Daarna volgt pas "My Love". Ook in de video clip is "Let Me Talk to You" als introductie te horen. Op enkele albums is staat "Let Me Talk to You" al bij "My Love" toegevoegd.

## Tracklist

### Cd-maxi
Jive 88697 020492 (Sony BMG) / EAN 0886970204927 03/11/2006
1. "My Love" (Single Version) - 4:43
2. "My Love" (Paul Oakenfold Radio Edit) - 3:46
3. "My Love" (Linus Loves Remix) - 5:07
4. "My Love" (Paul Jackson Remix) - 6:30

### Cd-single
Jive 88697 020482 (Sony BMG) [eu] / EAN 0886970204828 03/11/2006
1. "My Love" (Single Version) - 4:43
2. "My Love" (Instrumental) - 4:38